# Randy Bachman

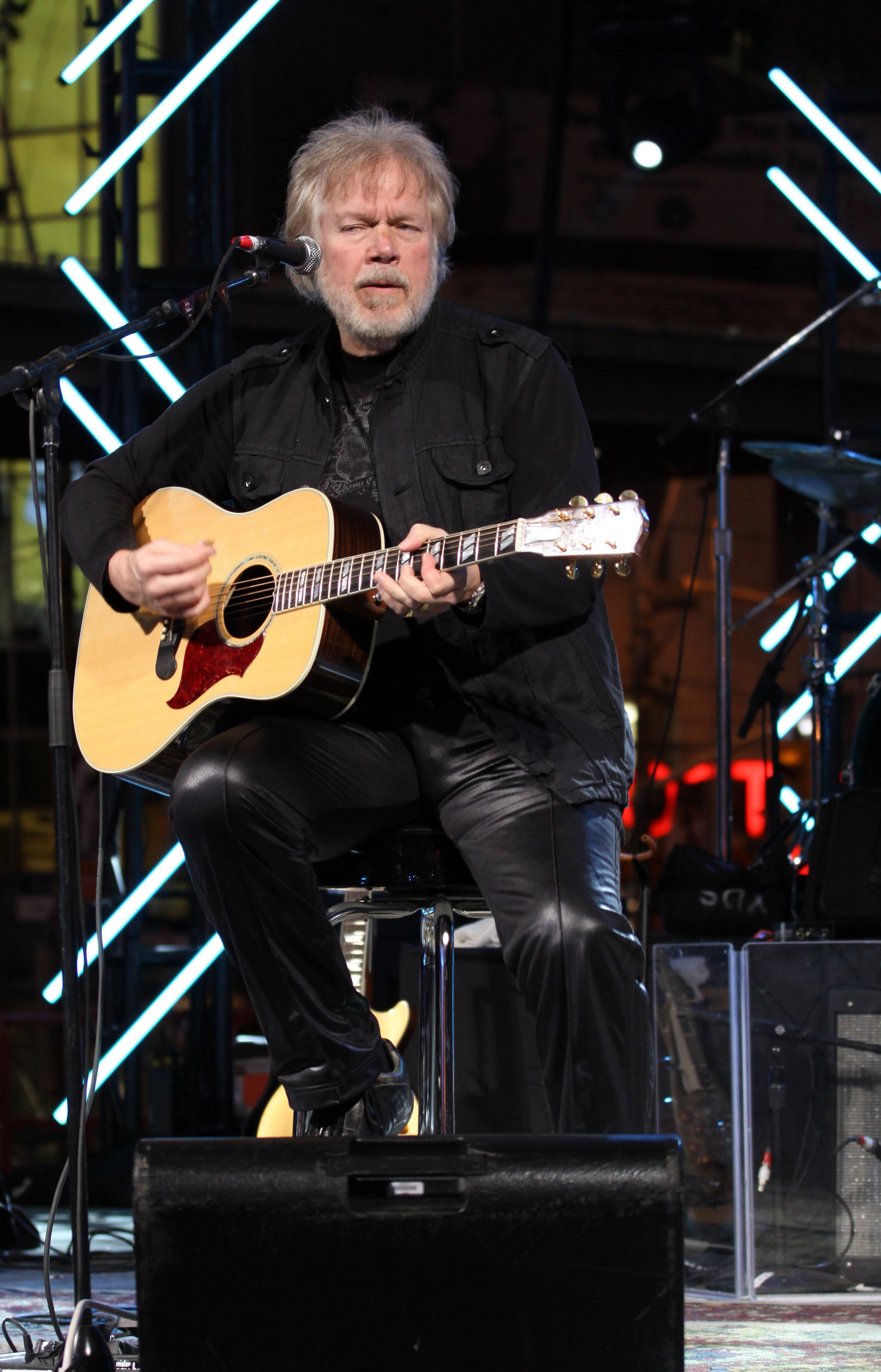
Randy Bachman (2009)

Randolph Charles Bachman, OC, OM (* 27. September 1943 in Winnipeg, Manitoba) ist ein kanadischer Rockmusiker (Gitarrist und Sänger), der vor allem als Mitglied der Bands The Guess Who, Ironhorse und Bachman-Turner Overdrive (BTO) bekannt wurde. Sein Sohn Tal Bachman ist ebenfalls Musiker.
Randy Bachman ist weiterhin mit seinen Bands Randy Bachman’s Rock Thing und Bachman & Cummings unterwegs. Er hat auch eine populäre Theatershow namens Every Song Tells A Story, in der er Geschichten rund um seine Erfolgssongs aus den 1960er und 1970er Jahren erzählt, die er dazu mit seiner Band live aufführt. Daneben ist Bachman als Songschreiber und Förderer junger Talente aktiv.

## Auszeichnungen
2005 wurde Bachman mit dem Order of Manitoba, dem höchsten Orden der Provinz Manitoba, ausgezeichnet. Im gleichen Jahr wurde er als Streikbrecher angeklagt, als er während eines Streiks weiter an seiner Radiosendung arbeitete. Im Jahr 2012 wurde Bachman als Solomusiker mit einem Stern auf dem Canada’s Walk of Fame in Toronto geehrt – eine Würdigung, die er bereits 2001 als Mitglied von The Guess Who erhalten hat.

## Trivia
Im Jahr 2000 hatte Bachman, zusammen mit seinen Kollegen von BTO, einen Gastauftritt in der TV-Comic-Serie Die Simpsons. Der Autor der Serie, Matt Groening, dessen Vater ebenfalls aus Winnipeg stammt, ist bekennender BTO-Fan.

## Diskografie (solo)
- Axe (1970)
- Survivor (1978)
- Any Road (1993)
- Bob’s Garage (Live, 1993)
- Merge (1995)
- Songbook (1998)
- Every Song Tells a Story (2002)
- Jazz Thing (2004)
- Jazz Thing II (2007)
- Heavy Blues (2015)
- By George by Bachman (2018)